# Ossalato ferroso
L'ossalato ferroso è il sale di ferro(II) dell'acido ossalico, di formula FeC2O4.
A temperatura ambiente si presenta come un solido o una polvere gialla insolubile in acqua.
Una piccola quantità di ossalato ferroso può essere prodotta in laboratorio facendo reagire dell'ossalato di sodio con solfato ferroso.
La reazione produce ossalato ferroso e solfato di sodio, ed è la seguente:
{\displaystyle {\ce {Na2C2O4\ +\ FeSO4->FeC2O4\ +\ Na2SO4}}}
L'ossalato di ferro ottenuto può essere separato dal solfato di sodio e dall'acqua sfruttando la sua insolubilità, cioè filtrandolo e lavandolo più volte con acqua.
L'ossalato ferroso è usato anche come rivelatore fotografico, tuttavia la sua azione tende a diminuire la sensibilità nominale delle pellicole, per cui il suo utilizzo potrebbe essere limitato al caso in cui si debba sviluppare una pellicola sovraesposta per errore.

## Struttura cristallina
Quando idrato, l'ossalato ferroso forma delle catene polimeriche in cui gli ioni di ferro, coordinati da due molecole di acqua, fanno da ponte tra due ioni ossalato.

## Proprietà chimiche
Comunemente questo sale si trova sotto forma di diidrato {\displaystyle {\ce {(FeC2O4\cdot 2H2O)}}}, ma quando riscaldato oltre i 175 °C in atmosfera inerte esso rilascia due molecole d'acqua diventando anidro.
{\displaystyle {\ce {FeC2O4\cdot 2H2O->FeC2O4\ +\ 2H2O}}}
Riscaldarlo oltre i 220 °C porta alla decomposizione termica dove vengono prodotti anidride carbonica (CO2), monossido di carbonio (CO), carbonio (C), ossido ferroso (FeO), ossido ferroso-ferrico (Fe3O4) e ferro (Fe).